# 펜역 연결선

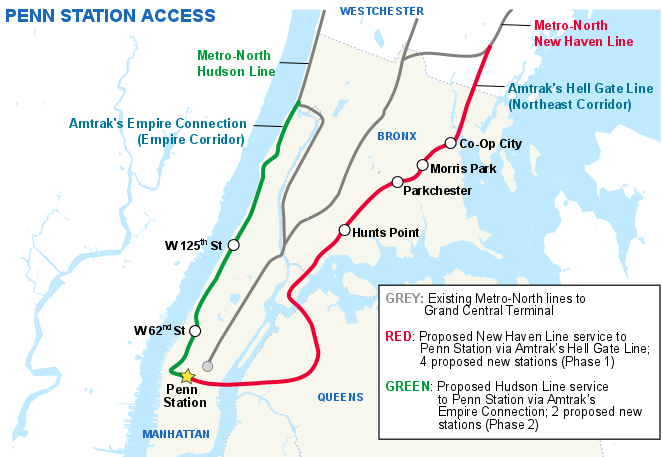
펜역 연결선 프로젝트에서 제안된 두 개의 경로와 여섯 개의 역을 나타낸 지도. 붉은색은 암트랙이 운영하는 노스이스트 코리더 구간 중 일부인 헬게이트선을 이용한 노선이고, 초록색은 허드슨선을 활용한 노선이다.

펜역 연결선은 뉴욕의 메트로폴리탄 트랜스포테이션 오소리티가 계획 중인 공공사업노선이다. 이 사업의 목표는 메트로노스 철도를 맨해튼의 웨스트사이드와 연결하는 것으로, 암트랙이 소유한 철도를 이용할 예정이다. 메트로노스 철도의 종착역은 미드타운맨해튼의 그랜드 센트럴 터미널이다. 이 노선은 2023년 1월 개통한 이스트사이드 연결선의 일부로 개업한 그랜드 센트럴 매디슨을 보완할 예정이다.
펜역 연결선은 2단계로 나누어 공사를 진행할 예정이다. 2023년 현재 공사 중인 1단계에서는 브롱크스 지역에 헬게이트선 4개역을 추가로 신설하고 뉴헤이븐선의 일부 열차를 펜역까지 연장하여 정차시키는 것이다. 자금이 조달되지 않은 2단계는 맨해튼 웨스트사이드의 웨스트사이드선/엠파이어 연결선을 활용하여 2개의 역을 더 짓고 허드슨선에 해당 노선을 통합할 예정이다. 이미 펜역 연결선 1단계는 2019년에 합의가 완료되었으며, 2022년 12월 기공식이 열렸다. 뉴헤이븐선 열차는 2027년에 펜역까지 운행될 것으로 잠정적으로 예상된다. 이스트사이드 연결선의 개통으로 펜역을 확장한 모이니한 트레인 홀에서 연장선이 운영될 수 있게 된다.

## 같이 보기
- 모이니한 트레인 홀
- 이스트사이드 연결선
- 허드슨선 (메트로노스)